# Joan Manuel Serrat

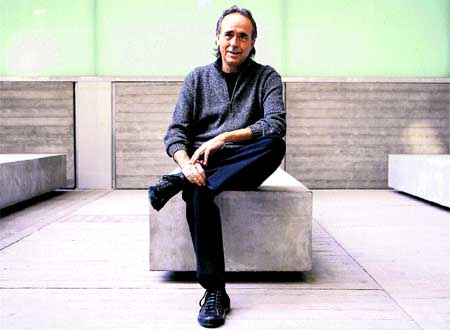
Joan Manuel Serrat

Joan Manuel Serrat Teresa (* 27. Dezember 1943 in Barcelona) ist ein spanischer Liedermacher, der sowohl auf Katalanisch als auch auf Spanisch singt.

## Leben und Wirken
Serrat gehört zu den bedeutendsten Liedermachern Spaniens der letzten Jahrzehnte. Seine Arbeit umfasst die musikalische Bearbeitung verschiedener Poeten, unter anderem Mario Benedetti, Antonio Machado, Miguel Hernández, Rafael Alberti, Federico García Lorca, Pablo Neruda und León Felipe.
Im Jahr 1968 wurde er vom spanischen Fernsehsender TVE aus dem Wettbewerb Eurovision Song Contest genommen, weil er das Lied La, la, la, das von Ramón Arcusa und Manuel da la Calva ursprünglich auf Spanisch geschrieben war, auf Katalanisch singen wollte. Unter der Diktatur Francisco Francos emigrierte er 1975 nach Mexiko, kehrte jedoch im Jahr darauf, nach Francos Tod, in seine Heimat zurück.
Eine seiner Kompositionen, Llegó con tres heridas, fand auch international Beachtung und wurde unter anderem von Joan Baez und Nana Mouskouri aufgenommen. Gemeinsam mit Joaquín Sabina nahm er die Alben Dos pájaros de un tiro (2007) und La Orchestra del Titanic (2012) auf.
Im Mai 2015 wurde er mit dem Premio Iberoamericano de la Música „Cortes de Cádiz“ ausgezeichnet. Anfang Dezember 2021 verkündete er seinen Rückzug von der Bühne. 2024 erhielt er den Prinzessin-von-Asturien-Preis in der Sparte "Kunst".

## Diskografie

### Studioalben
| Jahr | Titel                             | Höchstplatzierung, Gesamtwochen, AuszeichnungChartsChartplatzierungen (Jahr, Titel, Platzierungen, Wochen, Auszeichnungen, Anmerkungen) | Anmerkungen                                              |
| Jahr | Titel                             | ES | Anmerkungen                                              |
| ---- | --------------------------------- | --- | -------------------------------------------------------- |
| 1969 | La paloma                         | ES74 (3 Wo.)ES | Charteinstieg ES: 2007                                   |
| 1969 | Dedicado a Antonio Machado, poeta | ES52 (3 Wo.)ES | Charteinstieg ES: 2007                                   |
| 1970 | Mi niñez                          | ES76 (2 Wo.)ES | Charteinstieg ES: 2007                                   |
| 1972 | Miguel Hernández                  | ES58 (3 Wo.)ES | Charteinstieg ES: 2007                                   |
| 1981 | En tránsito                       | ES95 Platin · (2 Wo.)ES | Charteinstieg ES: 2007                                   |
| 1983 | Cada loco con su tema             | ES90 Platin · (2 Wo.)ES | Charteinstieg ES: 2007                                   |
| 2006 | Mô                                | ES1 Gold · (15 Wo.)ES |                                                          |
| 2010 | Hijo de la luz y de la sombra     | ES1 ×2Doppelplatin · (72 Wo.)ES | Erstveröffentlichung: 23. Februar 2010                   |
| 2012 | La orquesta del Titanic           | ES1 ×2Doppelplatin · (64 Wo.)ES | Erstveröffentlichung: 6. Februar 2012 mit Joaquín Sabina |

grau schraffiert: keine Chartdaten aus diesem Jahr verfügbar
Weitere Studioalben
- 1967: Ara que tinc vint anys (ES: Gold)
- 1968: Cançons tradicionals
- 1968: Com ho fa el vent
- 1970: Serrat/4
- 1971: Mediterráneo
- 1973: Per al meu amic
- 1974: Para vivir
- 1975: Para piel de manzana (ES: Platin)
- 1977: Res no és mesquí
- 1978: 1978
- 1980: Tal com raja (ES: Gold)
- 1984: Fa vint anys que tinc vint anys
- 1985: El sur también existe (ES: Platin)
- 1987: Bienaventurados (ES: Platin)
- 1989: Material sensible (ES: Gold)
- 1992: Utopía (ES: Platin)
- 1994: Nadie es perfecto (ES: Platin)
- 1996: Banda sonora d’un temps, d’un país (ES: Gold)
- 1997: Serrat narrador
- 1998: Sombras de la China (ES: ×2Doppelplatin )
- 2000: Cansiones (ES: ×2Doppelplatin )
- 2002: Versos en la boca (ES: ×3Dreifachplatin )

### Livealben
| Jahr | Titel                  | Höchstplatzierung, Gesamtwochen, AuszeichnungChartsChartplatzierungen (Jahr, Titel, Platzierungen, Wochen, Auszeichnungen, Anmerkungen) | Anmerkungen                                                |
| Jahr | Titel                  | ES | Anmerkungen                                                |
| ---- | ---------------------- | --- | ---------------------------------------------------------- |
| 1984 | En directo             | ES29 Platin · (8 Wo.)ES | Charteinstieg ES: 2007                                     |
| 2007 | Dos pájaros de un tiro | ES1 ×9Neunfachplatin · (91 Wo.)ES | Erstveröffentlichung: 27. November 2007 mit Joaquín Sabina |
| 2012 | En el Luna Park        | ES13 Gold · (46 Wo.)ES | Erstveröffentlichung: 6. November 2012 mit Joaquín Sabina  |

grau schraffiert: keine Chartdaten aus diesem Jahr verfügbar
Weitere Livealben
- 1996: El gusto es nuestro (ES: ×3Dreifachplatin )
- 2003: Serrat sinfónico (ES: ×3Dreifachplatin )

### Kompilationen
| Jahr | Titel                                         | Höchstplatzierung, Gesamtwochen, AuszeichnungChartsChartplatzierungen (Jahr, Titel, Platzierungen, Wochen, Auszeichnungen, Anmerkungen) | Anmerkungen                             |
| Jahr | Titel                                         | ES | Anmerkungen                             |
| ---- | --------------------------------------------- | --- | --------------------------------------- |
| 1993 | Antología                                     | ES11 Platin · (24 Wo.)ES | Charteinstieg ES: 2007                  |
| 1996 | Banda sonora d’un temps d’un pais - 1962-1975 | ES84 (1 Wo.)ES | Charteinstieg ES: 2009                  |
| 2014 | Antología desordenada                         | ES2 ×2Doppelplatin · (50 Wo.)ES | Erstveröffentlichung: 3. November 2014  |
| 2015 | Serrat en Bellas Artes                        | ES16 (8 Wo.)ES | Erstveröffentlichung: 28. April 2015    |
| 2018 | Discografia en català                         | ES14 (5 Wo.)ES | Erstveröffentlichung: 13. April 2018    |
| 2018 | Discografía en castellano                     | ES54 (18 Wo.)ES | Erstveröffentlichung: 30. November 2018 |

grau schraffiert: keine Chartdaten aus diesem Jahr verfügbar
Weitere Kompilationen
- 1986: Sinceramente teu

### Singles
| Jahr | Titel Album                                       | Höchstplatzierung, Gesamtwochen, AuszeichnungChartsChartplatzierungen (Jahr, Titel, Album, Platzierungen, Wochen, Auszeichnungen, Anmerkungen) | Anmerkungen            |
| Jahr | Titel Album                                       | ES | Anmerkungen            |
| ---- | ------------------------------------------------- | --- | ---------------------- |
| 1968 | Paraules d’amor Com ho fa el vent                 | ES42 (1 Wo.)ES | Charteinstieg ES: 2014 |
| 1971 | Mediterráneo                                      | ES48 Platin · (1 Wo.)ES | Charteinstieg ES: 2014 |
| 2009 | La saeta –                                        | ES48 (2 Wo.)ES | mit Camarón de la Isla |
| 2011 | Cuenta conmigo La orquesta del Titanic            | ES4 (4 Wo.)ES | mit Joaquín Sabina     |
| 2012 | Hoy por ti, mañana por mí La orquesta del Titanic | ES22 (1 Wo.)ES | mit Joaquín Sabina     |

grau schraffiert: keine Chartdaten aus diesem Jahr verfügbar
Weitere Singles
- 1981: Hoy Puede Ser un Gran Día (ES: Gold)
- 2018: Fascinados (Sidonie feat. Joan Manuel Serrat, Leiva, Vetusta Morla & Iva, ES: Platin)

## Auszeichnungen für Musikverkäufe
| Goldene Schallplatte - Argentinien - 2000: für das Album 24 Páginas Inolvidables - 2010: für das Album Hijo de la luz y de la sombra - Mexiko - 2007: für das Album Dos pájaros de un tiro - 2012: für das Album La Orquesta Del Titanic - Spanien - 2024: für das Lied El emigrante - 2024: für das Lied Cantares - Uruguay - 2005: für das Album Serrat Sinfonico - 2013: für das Album La orquesta del Titanic | Platin-Schallplatte - Argentinien - 1994: für das Album Nadie es perfecto - 1998: für das Album Sombras De La China - 2000: für das Album Canciones - 2002: für das Album Versos En La Boca - 2003: für das Album Serrat Sinfonico 2× Platin-Schallplatte - Argentinien - 1996: für das Album Antología 5× Platin-Schallplatte - Argentinien - 2007: für das Album Dos pájaros de un tiro |

Anmerkung: Auszeichnungen in Ländern aus den Charttabellen bzw. Chartboxen sind in ebendiesen zu finden.
| Land/RegionAuszeichnungen für Musikverkäufe (Land/Region, Auszeichnungen, Verkäufe, Quellen) | Gold       | Platin       | Verkäufe  | Quellen                 |
| -------------------------------------------------------------------------------------------- | ---------- | ------------ | --------- | ----------------------- |
| Argentinien (CAPIF)                                                                          | 2× Gold2   | 12× Platin12 | 630.000   | capif.org.ar AR2        |
| Mexiko (AMPROFON)                                                                            | 2× Gold2   | —            | 80.000    | amprofon.com.mx         |
| Spanien (Promusicae)                                                                         | 9× Gold9   | 39× Platin39 | 3.630.000 | elportaldemusica.es ES2 |
| Uruguay (CUD)                                                                                | 2× Gold2   | —            | 4.000     | Einzelnachweise         |
| Insgesamt                                                                                    | 15× Gold15 | 51× Platin51 |           |                         |